# Olmeto
Olmeto (en cors Ulmetu) és un municipi francès, situat a la regió de Còrsega, al departament de Còrsega del Sud. L'any 1999 tenia 1.115 habitants.

## Demografia
| 1962 | 1968 | 1975 | 1982 | 1990  | 1999  |
| ---- | ---- | ---- | ---- | ----- | ----- |
| 619  | 685  | 730  | 676  | 1.019 | 1.115 |

## Administració
| Període | Identitat      | Partit | Qualitat |
| ------- | -------------- | ------ | -------- |
| 2001-   | Valère Secondi |        |          |